# Championnat de Chine féminin de football 2022
Navigation
Édition précédente Édition suivante
La saison 2022 du Championnat de Chine féminin de football est la vingt-sixième saison du championnat. Le Wuhan Jiangda, tenant du titre, remet sa couronne en jeu.

## Participants
| \| Beijing BG Changchun Dazhong Henan Jianye Jiangsu Wuxi Meizhou Hakka Shandong Ticai Shanghai Shenli Sichuan Wuhan Jiangda Shaanxi Chang'an Haikou \| Localisation des clubs engagés dans le championnat. |
| Beijing BG Changchun Dazhong Henan Jianye Jiangsu Wuxi Meizhou Hakka Shandong Ticai Shanghai Shenli Sichuan Wuhan Jiangda Shaanxi Chang'an Haikou                                                           |

| Nom du club               | Ville     | Titres | Résultat en 2021 |
| ------------------------- | --------- | ------ | ---------------- |
| Wuhan Jiangda             | Wuhan     | 2      | Champion         |
| Jiangsu Wuxi              | Nanjing   | 2      | 2e               |
| Shanghai Shengli          | Shanghai  | 11     | 3e               |
| Guangdong Meizhou Hakka   | Meizhou   | 1      | 4e               |
| Changchun Dazhong Zhuoyue | Changchun | 0      | 5e               |
| Shandong Ticai            | Jinan     | 0      | 6e               |
| Henan Jianye              | Zhengzhou | 0      | 7e               |
| Beijing BG Phoenix        | Beijing   | 2      | 8e               |
| Sichuan                   | Chengdu   | 0      | 9e               |
| Shaanxi Chang'an          | Xi'an     | 0      | Promu            |

## Compétition
Les dix équipes sont placées dans une poule unique, au sein de laquelle elles s'affrontent deux fois chacune. L'équipe la mieux classée remporte le championnat, tandis que l'avant-dernière dispute un barrage de relégation contre le troisième de D2 et la dernière est reléguée. Le championnat se dispute principalement à Haikou (Hainan).

### Classement

#### Classement
| Rang | Équipe                  | Pts | J  | G  | N | P  | Bp | Bc | Diff |
| ---- | ----------------------- | --- | -- | -- | - | -- | -- | -- | ---- |
| 1    | Wuhan Jiangda T         | 45  | 18 | 15 | 0 | 3  | 49 | 12 | +37  |
| 2    | Jiangsu Wuxi            | 39  | 18 | 12 | 3 | 3  | 25 | 13 | +12  |
| 3    | Beijing BG Phoenix      | 31  | 18 | 8  | 7 | 3  | 26 | 21 | +5   |
| 4    | Shanghai Shengli        | 29  | 18 | 8  | 5 | 5  | 27 | 15 | +12  |
| 5    | Shandong Ticai          | 28  | 18 | 8  | 4 | 6  | 21 | 20 | +1   |
| 6    | Changchun Dazhong       | 26  | 18 | 6  | 8 | 4  | 36 | 21 | +15  |
| 7    | Guangdong Meizhou Hakka | 17  | 18 | 5  | 2 | 11 | 18 | 28 | -10  |
| 8    | Sichuan                 | 15  | 18 | 3  | 6 | 9  | 9  | 24 | -15  |
| 9    | Shaanxi Chang'an        | 14  | 18 | 3  | 5 | 10 | 7  | 22 | -15  |
| 10   | Henan Jianye            | 4   | 18 | 0  | 4 | 14 | 8  | 50 | -42  |

## Statistiques individuelles
|    | Joueuse          | Club                    | Buts |
| -- | ---------------- | ----------------------- | ---- |
| 1. | Temwa Chawinga   | Wuhan Jiangda           | 10   |
| 2. | Wurigumula (en)  | Changchun Dazhong       | 9    |
| 2. | Yuan Cong        | Shandong Ticai          | 9    |
| 4. | Tabitha Chawinga | Wuhan Jiangda           | 8    |
| 5. | Wang Shanshan    | Beijing BG Phoenix      | 7    |
| 6. | Chinwendu Ihezuo | Guangdong Meizhou Hakka | 6    |
| 6. | He Xiangnan      | Beijing BG Phoenix      | 6    |
| 6. | Yingying Zhao    | Changchung Dazhong      | 6    |
| 6. | Zhang Xin (en)   | Shanghai Shengli        | 6    |
| 6. | Zhang Linyan     | Wuhan Jiangda           | 6    |